# عملیات آبی خاکی

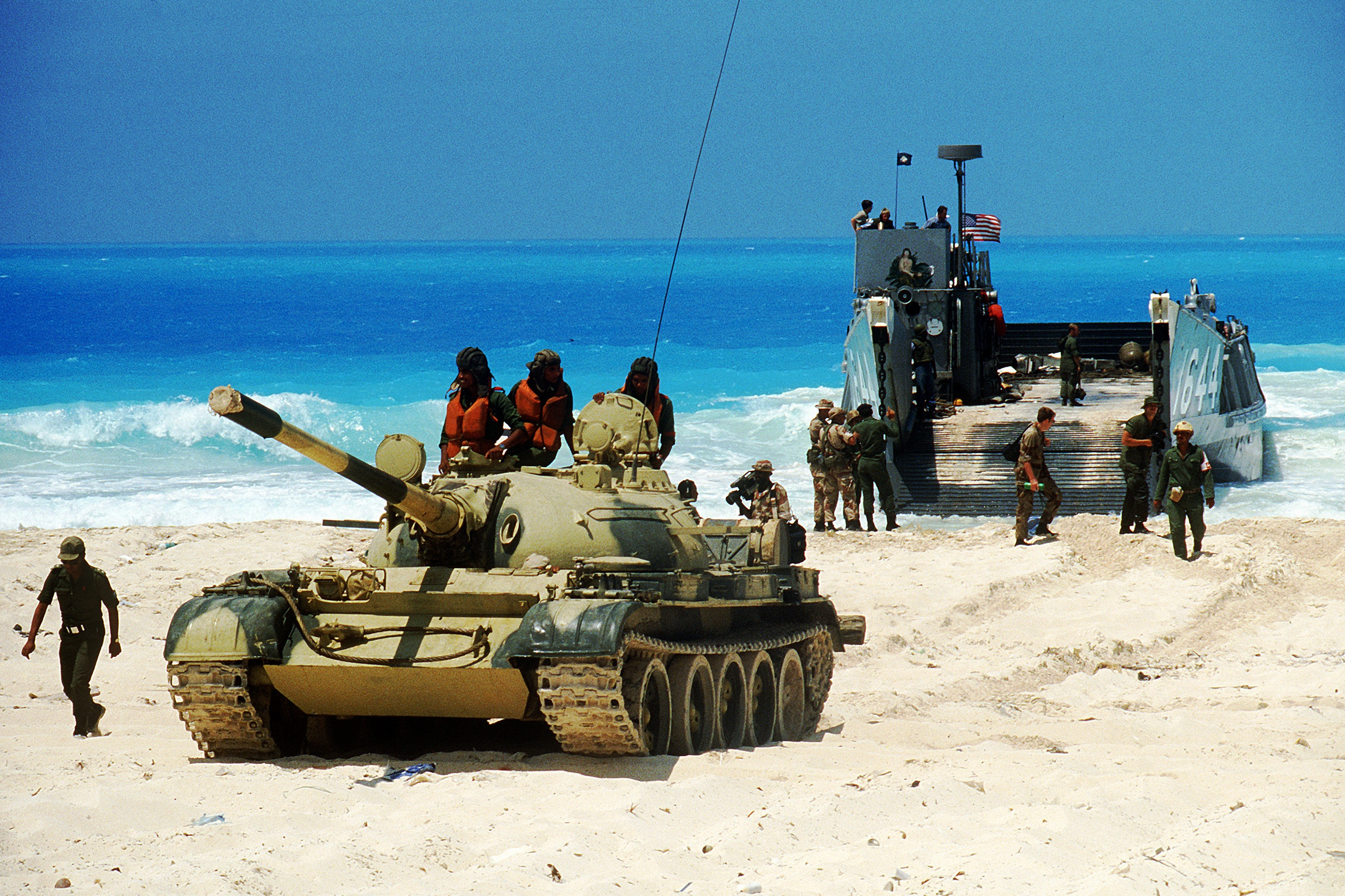
تخلیه تانک تی-۵۴ مصری از یک لندینگ کرافت متعلق به نیروی دریایی آمریکا در خلال مانور مشترک مصر امریکا در سال ۱۹۸۵

عملیات آبی خاکی یا نبرد آبی خاکی یک اصطلاح نظامی است که عبارت است از عملیات نیروی دریایی و تفنگداران این نیروها در تخلیه از دریا به سواحل که معمولاً نیاز به پشتیبانی وسیع هوایی دارد.
امروزه از این عملیات در نبردهای آفندی برای پیاده کردن پیاده‌نظام و پشتیبانی نیروها بهره برده می‌شود.
نبرد اوکیناوا و نبرد نرماندی را می‌توان مشهورترین نمونه‌ها از این گونه عملیات نظامی در تاریخ دانست. نبرد گالیپولی نیز از عملیات‌های مشهور آبی-خاکی شمرده می‌شود.

## بر پایه کشور

### ایران
عملیات‌های آبی خاکی ایران شامل:
1. عملیات والفجر ۸
2. عملیات خیبر[نیازمند منبع]